# Sierra de Cabra
La Sierra de Cabra es una formación montañosa de la era Secundaria, dentro del parque natural de las Sierras Subbéticas, al sur de la Provincia de Córdoba, España. Ocupa una posición central en Andalucía lo que le otorga una fuerte relevancia geográfica. En ella se integran núcleos de población como Doña Mencía, Zuheros, Luque y la propia ciudad de Cabra que le da nombre.

## Geología
Las rocas calizas son predominantes en la sierra de Cabra, que tuvo su origen en los movimientos alpinos de la era Terciaria, y forma parte de las Sierras Subbéticas u orla montañosa al sur del Valle del Guadalquivir.
Alcanza 1.380 m. sobre el nivel del mar en el cerro Lobatejo y otra de sus alturas más relevantes es el picacho de la Sierra de Cabra, coronado por la ermita de la Virgen de la Sierra.
Posee un gran valor geomorfológico por sus relieves kársticos de disolución de las calizas que origina interesantes elementos de relieve como el Lapiaz de los Lanchares, las dolinas de los Hoyones, el poljé de La Nava, la Sima de Cabra, las numerosas cuevas y grutas, manantiales, etc. 
Encierra en su interior importantes yacimientos fosilíferos del Mesozoico, con gran abundancia de ammonites y otras especies relacionadas.
En el primer cuarto del siglo XX atrajo la atención de muchos estudiosos como Juan Carandell y Pericay o los geólogos participantes en el XIV Congreso Internacional de Geología celebrado en Madrid en 1926.

## La Sierra de Cabra, de Uruguay
Existe una sierra del mismo nombre en Maldonado, Uruguay, localizada por su latitud -34.67 (Sur) y su Longitud: (-55.13 Oeste). La uruguaya sierra de Cabra está formada por cerros de una altura inferior a 300 metros.